# Perissocerus chobauti
Perissocerus chobauti är en tvåvingeart som beskrevs av Villeneuve 1926. Perissocerus chobauti ingår i släktet Perissocerus och familjen Mydidae.
Artens utbredningsområde är Algeriet. Inga underarter finns listade i Catalogue of Life.